# Aneta Szczepańska

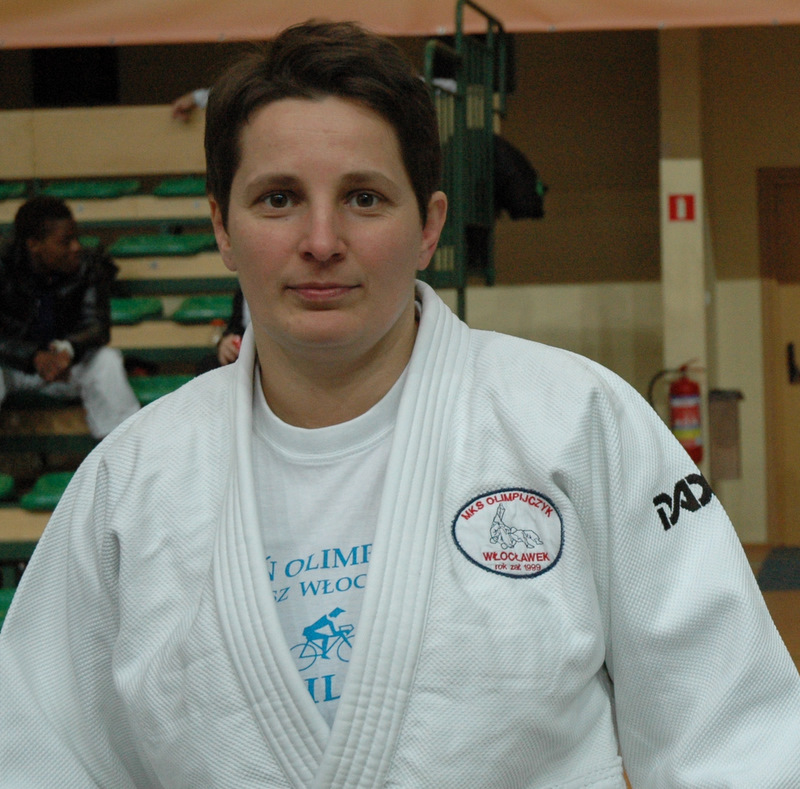
Aneta Szczepańska (2012)

Aneta Maria Szczepańska (* 20. Juni 1974 in Włocławek) ist eine ehemalige polnische Judoka. Sie gewann eine olympische Silbermedaille 1996.

## Sportliche Karriere
Die 1,70 m große Szczepańska gewann zwischen 1993 und 2008 elf polnische Meistertitel, davon neun im Halbmittelgewicht und zwei im Mittelgewicht. Ihre erste internationale Medaille gewann sie 1994, als sie mit dem polnischen Team Bronze bei den Mannschaftseuropameisterschaften erhielt. Nachdem sie bei den Polnischen Meisterschaften 1995 im Halbmittelgewicht nur Zweite hinter Irena Tokarz geworden war, trat sie bei den Weltmeisterschaften 1995 in Chiba im Mittelgewicht an. Nach drei Siegen zum Auftakt unterlag sie im Halbfinale gegen die Kubanerin Odalis Revé, den Kampf um Bronze gewann Szczepańska gegen die Französin Alice Dubois. Zwei Wochen später gewannen die Polinnen Silber bei den Mannschaftseuropameisterschaften.
Bei den Olympischen Spielen 1996 trat Aneta Szczepańska ebenfalls im Mittelgewicht an. Nach zwei Ippon-Siegen über Mélanie Engoang aus Gabun und über die Britin Rowena Sweatman traf Szczepańska im Halbfinale auf Alice Dubois, nach vier Sekunden Kampfdauer erreichte die Polin das Finale. Hier traf sie auf die Südkoreanerin Cho Min-sun, nach achtzehn Sekunden war die Südkoreanerin Olympiasiegerin. Bei den Mannschaftseuropameisterschaften 1996 siegten die Französinnen vor den Polinnen.
In den späteren Jahren ihrer Karriere gelangen Aneta Szczepańska nur selten internationale Erfolge. 2000 war sie Zweite der Militärweltmeisterschaften im Mittelgewicht hinter der Slowenin Raša Sraka. Bei den Europameisterschaften 2004 erreichte sie das Finale im Halbmittelgewicht und verlor gegen die Spanierin Sara Álvarez. 2006 und 2007 belegte sie in Bukarest und Prag noch zweimal den dritten Platz bei einem Weltcupturnier.

## Polnische Meistertitel
- Halbmittelgewicht (bis 61 kg): 1993, 1994
- Halbmittelgewicht (bis 63 kg): 1998, 2001, 2002, 2004, 2005, 2006, 2008
- Mittelgewicht (bis 66 kg): 1996, 1997